# Demon Slayer - Il treno Mugen
Demon Slayer - Il treno Mugen (劇場版「鬼滅の刃」無限列車編?, Gekijō-ban "Kimetsu no yaiba" Mugen Ressha-hen, lett. "Demon Slayer versione cinematografica: Saga del Treno dell'Infinito"), conosciuto anche col titolo Demon Slayer: Kimetsu no yaiba – The Movie: Mugen Train, è un film anime giapponese del 2020 basato sul manga shōnen Demon Slayer - Kimetsu no yaiba di Koyoharu Gotōge. Il film, che è un sequel diretto della prima stagione animata, è diretto da Haruo Sotozaki e scritto dai membri dello staff di Ufotable. La pellicola è stata prodotta da Ufotable in associazione con Aniplex e Shūeisha.

## Distribuzione
Il film fu annunciato subito dopo la messa in onda dell'ultimo episodio della serie animata e fu mostrato un breve teaser. Il 20 ottobre 2019 è stato pubblicato un nuovo teaser trailer. Il 10 aprile 2020 è stato annunciato che il film sarebbe uscito nelle sale cinematografiche giapponesi il 16 ottobre 2020. Il film è stato distribuito in Giappone da Aniplex e Toho. Tra fine 2020 e metà 2021 è stato invece reso disponibile nel resto del mondo.
In Italia i diritti sono stati acquistati da Dynit il 16 ottobre 2020 ed è stato pubblicato su Amazon Prime Video il 13 luglio 2021. La pellicola è stata poi riproposta al cinema tramite una collaborazione fra Dynit e Nexo Digital dal 17 al 19 gennaio 2022.

## Accoglienza

### Incassi
Il film ha incassato oltre 503 milioni di dollari al botteghino internazionale, diventando il film con maggior incasso a livello mondiale del 2020 e il primo film non prodotto ad Hollywood in cima ad un box office annuale di sempre. Ha stabilito diversi record al box office, incluso l'essere diventato il film anime e giapponese con il maggiore incasso di sempre.
In Italia, il film è stato proiettato nei cinema il 17-18-19 gennaio 2022, riuscendo ad incassare 51006 €, durante i tre giorni, per un totale di 5 542 spettatori.